# Lac Chevrier (rivière Obatogamau)
Pour les articles homonymes, voir Chevrier.
Le lac Chevrier constitue un plan d'eau douce intégré un à ensemble de lacs désigné « lacs Obatogamau », du territoire de Eeyou Istchee Baie-James (municipalité), dans la région administrative du Nord-du-Québec, dans la province de Québec, au Canada. Ce lac s’étend dans les cantons de Queylus, de La Dauversière, de Fancamp et de Haüy.
La foresterie constitue la principale activité économique du secteur. Les activités récréotouristiques arrivent en second.
Le bassin versant des lac Chevrier est accessible par un embranchement d’une route forestière se reliant au Nord à la route 113 (reliant Lebel-sur-Quévillon et Chibougamau) et le chemin de fer du Canadien National.
La surface du lac Chevrier est habituellement gelée du début novembre à la mi-mai, toutefois la circulation sécuritaire sur la glace se fait généralement de la mi-novembre à la mi-avril.

## Géographie
Faisant partie du réservoir des lacs Obatogamau, le lac Chevrier comporte une longueur de 5,8 km, une largeur maximale de 3,6 km et une altitude de 365 m.
Le lac Chevrier a une forme plutôt complexe comportant plusieurs baies, presqu’îles et îles. Le lac Chevrier s’approvisionne du côté Nord-Est par la décharge des lacs du Moulin et Calmor ; du côté Est par le ruisseau Audet ; du côté Sud-Est, par la décharge du lac Le Royer ; du côté Sud par la décharge d’autres lacs intégrés aux lacs Obatogamau. La rivière Obatogamau (affluent de la rivière Chibougamau) draine ce vaste plan d’eau. L’embouchure du lac Chevrier est localisé au fond d’une baie au Sud-Ouest à :
- 15,8 km à l’Est de l’embouchure du lac à l'Eau Jaune ;
- 26,1 km à l’Est de l’embouchure du lac de la Presqu'île (Nord-du-Québec) ;
- 73,2 km à l’Est de l’embouchure de la rivière Obatogamau (confluence avec la rivière Chibougamau) ;
- 31,5 km au Sud du centre-ville de Chibougamau ;
- 27,2 km au Sud-Est du centre du village de Chapais (Québec) ;
- 104,9 km à l’Est de l’embouchure de la rivière Chibougamau (confluence avec la rivière Opawica)[1].

Les principaux bassins versants voisins du lac Chevrier sont :
- côté Nord : lac Merrill, lac aux Dorés (rivière Chibougamau), lac Chibougamau, rivière Chibougamau ;
- côté Est : rivière Boisvert (rivière Normandin), lac La Dauversière ;
- côté Sud : Lac Le Royer, rivière Opawica, rivière Nemenjiche ;
- côté Ouest : lac à l'Eau Jaune, lac Muscocho, rivière Irène, rivière Obatogamau.

## Toponymie
En 1910, la Compagnie de la Baie d'Hudson construit sur la rive Est du lac La Dauversière une cabane laquelle deviendra au fil des ans un lieu d'entreposage. Finalement cette cabane fut désertée. Originellement connu sous la désignation « Dépôt-du-Lac-Chevrier ». En 1988, ce toponyme sera normalisé sous la forme «
Dépôt-des-Lacs-Chevrier », à titre de lieu-dit.
Le toponyme "lac Chevrier" a été officialisé le 5 décembre 1968 par la Commission de toponymie du Québec, soit lors de sa création.